# Suuri-Palonen och Pieni-Palonen
Suuri-Palonen och Pieni-Palonen är en sjö i Finland. Den ligger i kommunen Kuopio i landskapet Norra Savolax, i den centrala delen av landet, 300 km norr om huvudstaden Helsingfors. Suuri-Palonen och Pieni-Palonen ligger 119,4 meter över havet. Den är 9,48 meter djup. Arean är 2,3 kvadratkilometer och strandlinjen är 16,44 kilometer lång. Sjön  ingår i Vuoksens huvudavrinningsområde.   I omgivningarna runt Suuri-Palonen och Pieni-Palonen växer i huvudsak blandskog. Den sträcker sig 2,3 kilometer i nord-sydlig riktning, och 4,0 kilometer i öst-västlig riktning.
I övrigt finns följande i Suuri-Palonen och Pieni-Palonen:
- Kusiaiset (en ö)
- Vommo (en ö)